# División de Honor 1995-1996 (hockey su pista)
La División de Honor 1995-1996 è stata la 27ª edizione del torneo di primo livello del campionato spagnolo di hockey su pista; disputato tra il 21 ottobre 1995 e il 2 luglio 1996 si è concluso con la vittoria del Barcellona, al suo decimo titolo.

## Stagione

### Formula
La División de Honor 1995-1996 vide ai nastri di partenza sedici club; la manifestazione fu organizzata tramite tre fasi distinte. Nella prima fase i club vennero divisi in due gironi da otto squadra ciascuno e furono disputati tramite girone all'italiana, con gare di andata e ritorno per un totale di 14 giornate: erano assegnati 2 punti per l'incontro vinto e un punto a testa per l'incontro pareggiato, mentre non ne era attribuito alcuno per la sconfitta. Al termine della prima fase le prime quattro squadre di ciascun girone si qualificarono per il torneo per il titolo mentre le altre furono relegate al torneo per non retrocedere. La seconda fase venne disputata in maniera speculare alla prima. Al termine della seconda fase nel torneo per il titolo le prime quattro squadre si qualificarono per i play-off; le vincente dei play-off fu proclamata campione di Spagna. Nel girone retrocessione invece gli ultimi tre club classificati retrocedettero in Primera Division.

## Prima Fase

### Girone A
|  | Pos. | Squadra    | Pt | G  | V | N | P  | GF | GS | DR  |
|  | ---- | ---------- | -- | -- | - | - | -- | -- | -- | --- |
|  | 1.   | Igualada   | 20 | 14 | 9 | 2 | 3  | 58 | 21 | +37 |
|  | 2.   | Vic        | 20 | 14 | 9 | 2 | 3  | 52 | 38 | +14 |
|  | 3.   | Flix       | 19 | 14 | 8 | 3 | 3  | 40 | 25 | +15 |
|  | 4.   | Tordera    | 15 | 14 | 7 | 1 | 6  | 39 | 32 | +7  |
|  | 5.   | Noia       | 13 | 14 | 5 | 3 | 6  | 37 | 40 | -3  |
|  | 6.   | Areces     | 10 | 14 | 5 | 0 | 9  | 33 | 68 | -35 |
|  | 7.   | Vilafranca | 8  | 14 | 3 | 2 | 9  | 21 | 38 | -17 |
|  | 8.   | Voltregà   | 7  | 14 | 3 | 1 | 10 | 27 | 44 | -17 |

Legenda:
  Partecipa alla poule titolo.
  Partecipa alla poule salvezza.
Note:
Due punti a vittoria, uno a pareggio, zero a sconfitta.

### Girone B
|  | Pos. | Squadra         | Pt | G  | V  | N | P  | GF | GS | DR  |
|  | ---- | --------------- | -- | -- | -- | - | -- | -- | -- | --- |
|  | 1.   | Barcellona      | 24 | 14 | 12 | 0 | 2  | 75 | 22 | +53 |
|  | 2.   | Liceo La Coruña | 21 | 14 | 10 | 1 | 3  | 58 | 36 | +22 |
|  | 3.   | Reus Deportiu   | 17 | 14 | 8  | 1 | 5  | 52 | 44 | +8  |
|  | 4.   | Piera           | 15 | 14 | 6  | 3 | 5  | 46 | 38 | +8  |
|  | 5.   | Mataró          | 11 | 14 | 4  | 3 | 7  | 43 | 54 | -11 |
|  | 6.   | Maçanet         | 10 | 14 | 3  | 4 | 7  | 31 | 53 | 22  |
|  | 7.   | Blanes          | 8  | 14 | 3  | 2 | 9  | 28 | 61 | -33 |
|  | 8.   | Vila Seca       | 6  | 14 | 3  | 0 | 11 | 34 | 64 | -30 |

Legenda:
  Partecipa alla poule titolo.
  Partecipa alla poule salvezza.
Note:
Due punti a vittoria, uno a pareggio, zero a sconfitta.

## Seconda fase

### Girone titolo
|                   | Pos. | Squadra         | Pt | G  | V  | N | P  | GF | GS | DR  |
| ----------------- | ---- | --------------- | -- | -- | -- | - | -- | -- | -- | --- |
| Spagna (bandiera) | 1.   | Barcellona      | 23 | 14 | 11 | 1 | 2  | 57 | 29 | +28 |
|                   | 2.   | Liceo La Coruña | 20 | 14 | 10 | 0 | 4  | 58 | 33 | +25 |
|                   | 3.   | Reus Deportiu   | 19 | 14 | 8  | 3 | 3  | 45 | 30 | +15 |
|                   | 4.   | Igualada        | 16 | 14 | 7  | 2 | 5  | 37 | 31 | +6  |
|                   | 5.   | Vic             | 14 | 14 | 6  | 2 | 6  | 51 | 55 | -4  |
|                   | 6.   | Piera           | 8  | 14 | 3  | 2 | 9  | 40 | 55 | 15  |
|                   | 7.   | Flix            | 7  | 14 | 2  | 3 | 9  | 25 | 51 | -26 |
|                   | 8.   | Tordera         | 5  | 14 | 2  | 1 | 11 | 19 | 48 | -29 |

Legenda:
  Vincitore della Coppa del Re 1996.
  Qualificato ai play-off per il titolo.
      Campione di Spagna e ammessa alla CERH Champions League 1996-1997.
      Ammesse alla CERH Champions League 1996-1997.
      Ammessa in Coppa CERS 1996-1997.
Note:
Due punti a vittoria, uno a pareggio, zero a sconfitta.

### Girone retrocessione
|  | Pos. | Squadra    | Pt | G  | V | N | P | GF | GS | DR  |
|  | ---- | ---------- | -- | -- | - | - | - | -- | -- | --- |
|  | 1.   | Mataró     | 19 | 14 | 7 | 5 | 2 | 50 | 34 | +16 |
|  | 2.   | Maçanet    | 16 | 14 | 6 | 4 | 4 | 46 | 34 | +12 |
|  | 3.   | Vilafranca | 16 | 14 | 6 | 4 | 4 | 38 | 31 | +7  |
|  | 4.   | Noia       | 15 | 14 | 6 | 3 | 5 | 41 | 35 | +6  |
|  | 5.   | Voltregà   | 14 | 14 | 6 | 2 | 6 | 39 | 32 | +7  |
|  | 6.   | Vila Seca  | 12 | 14 | 4 | 4 | 6 | 39 | 44 | -5  |
|  | 7.   | Areces     | 12 | 14 | 5 | 2 | 7 | 40 | 61 | -21 |
|  | 8.   | Blanes     | 8  | 14 | 3 | 2 | 9 | 39 | 61 | -22 |

Legenda:
      Retrocessa in Primera Division 1996-1997.
Note:
Due punti a vittoria, uno a pareggio, zero a sconfitta.

## Play-off
|  | Semifinali | Semifinali      | Semifinali | Semifinali | Semifinali | Semifinali | Semifinali |  |  | Finale | Finale          | Finale | Finale | Finale | Finale | Finale |  |
|  |            |                 |            |            |            |            |            |  |  |        |                 |        |        |        |        |        |  |
|  | 1          | Barcellona      | 1          | 3          | 2(0)       | 3          | 5          |  |  |        |                 |        |        |        |        |        |  |
|  | 4          | Igualada        | 3          | 1          | 2(2)       | 2          | 1          |  |  | 1      | Barcellona      | 3      | 5      | 3      | 2(1)   | 7      |  |
|  | 2          | Liceo La Coruña | 5          | 9          | 2          | 2          | 5          |  |  | 2      | Liceo La Coruña | 1      | 6      | 4      | 2(0)   | 4      |  |
|  | 3          | Reus Deportiu   | 3          | 4          | 3          | 3          | 2          |  |  |        |                 |        |        |        |        |        |  |